# Epupa
Epupa (parfois appelé Ruacana) est l'une des sept circonscriptions de la région de Kunene.
Epupa est surtout connue pour ses grandes chutes d'eau du fleuve Cunene.